# Teckningskol

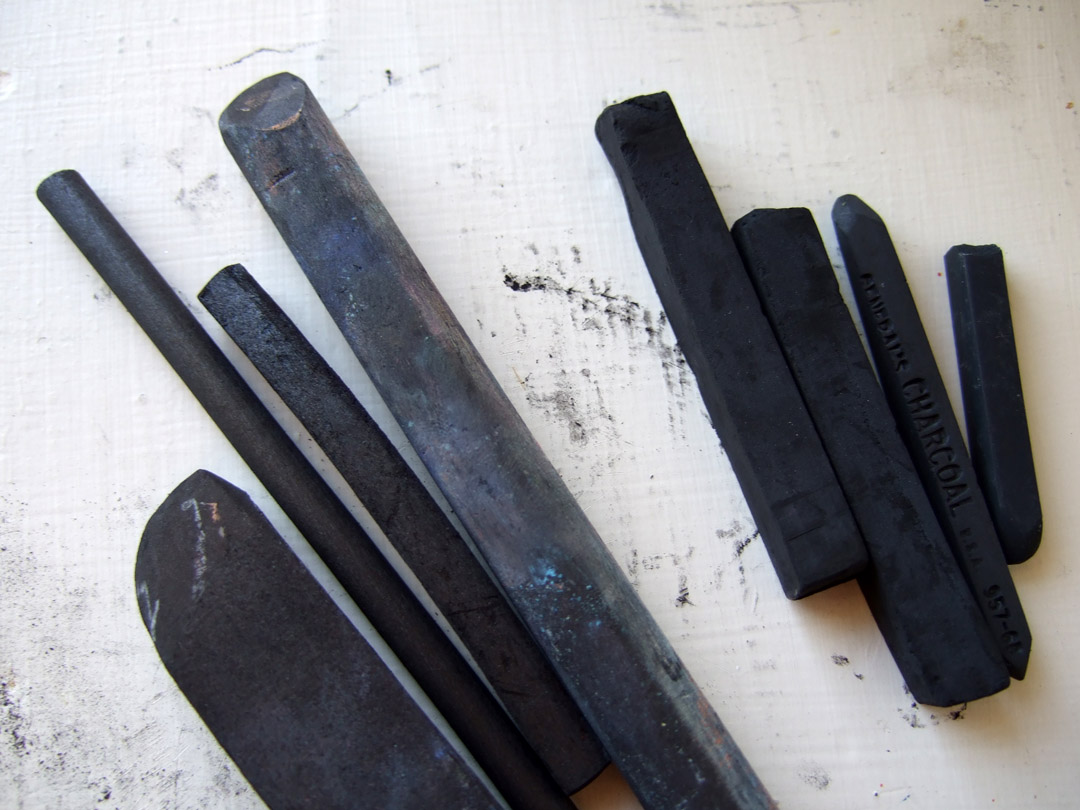
Träkolpinnar som ritningsverkyg.
T v fyra träpinnar av vinstockar; t h fyra komprimerade träkolpinnar.

Teckningskol (även kolkrita eller ritkol) är träkol speciellt avsett för konstnärliga ändamål. Kolet framställs vanligtvis av tunna pilträkvistar som torrdestilleras i speciella ugnar, dit syre inte har tillträde. Även ritkol av lindträ lär förekomma. Vid cirka 250 grader Celsius avgår all vätska och gaser från träet. Kvar blir kol och en del tjära.  Bra teckningskol ger en jämn svärta och innehåller upp till 95 % rent kol. 
Kolteckning kräver ett papper med gräng, det vill säga en pappersyta som river av kolet när man för det över papperet. Det avrivna kolet fäster oftast dåligt mot papperet. För att bevaras måste därför skisser till mer beständiga kolteckningar ges ett särskilt skydd. Detta kan göras med ett tunt lager lack så att kolet inte lossnar. Detta lack, som brukar kallas fixativ, kan exempelvis utgöras av harts löst i etanol (i dagligt tal kallat sprit). Detta sprutas med en fixerspruta över teckningens framsida, eller alternativt mot baksidan, varvid fixativet sugs in i det mer eller mindre porösa papperet och klistrar fast kolkornen underifrån.
Teckningskol utvecklades bland konstnärer, som började göra pennliknade skisser med kolet och använde det för hela konstverk. Picasso är en av dem som använde ritkol i sina tavlor.
Naturligt ritkol är mjukt i konsistensen och täcker med svarta och grå toner.

## Bildgalleri

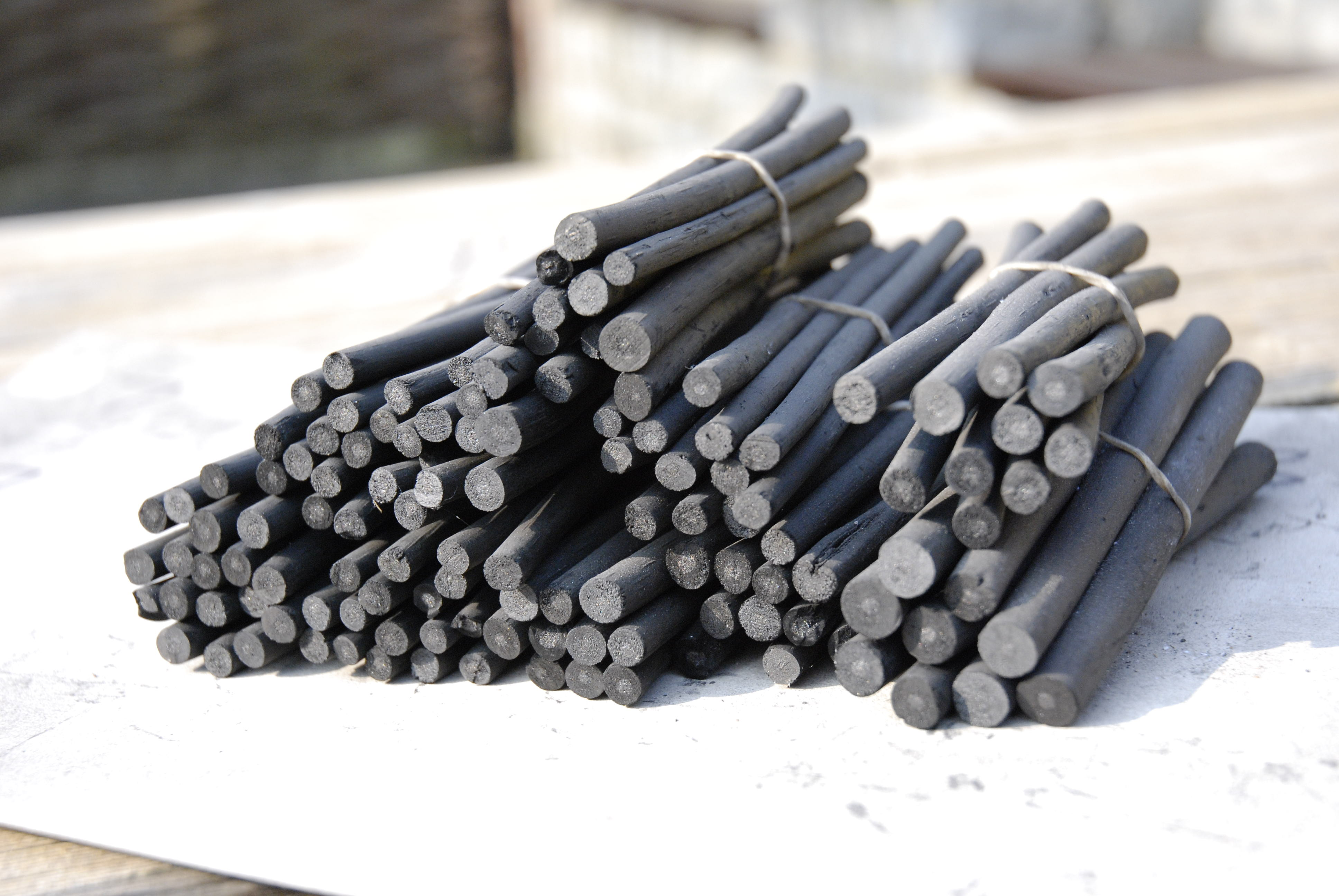
Buntar med fusain-kritor. (Franska fusain betyder både teckningskol/ritkol och kolteckning.)
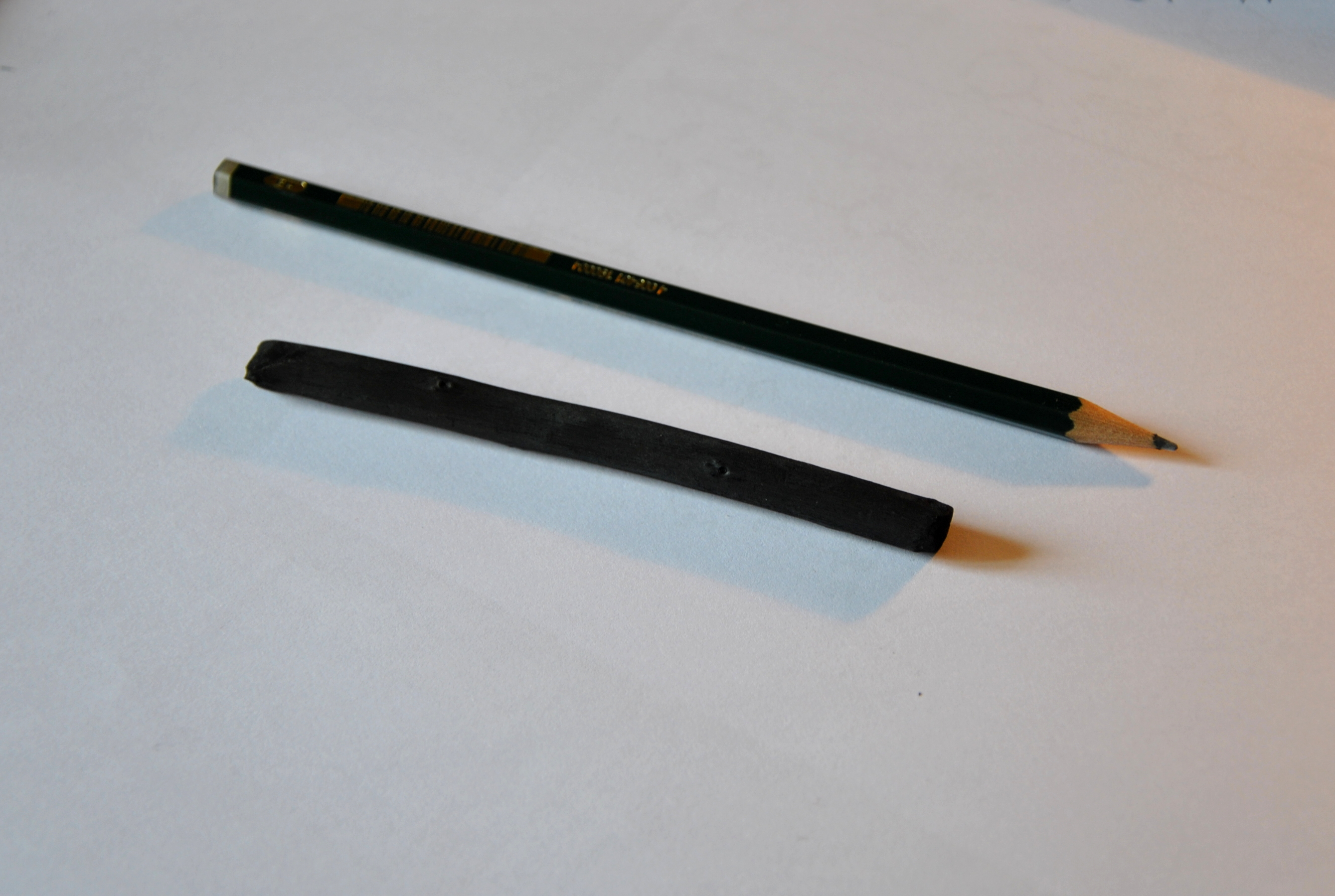
Träkolpinne av vide. Som jämförelse en blyertspenna i hårdhet HB.
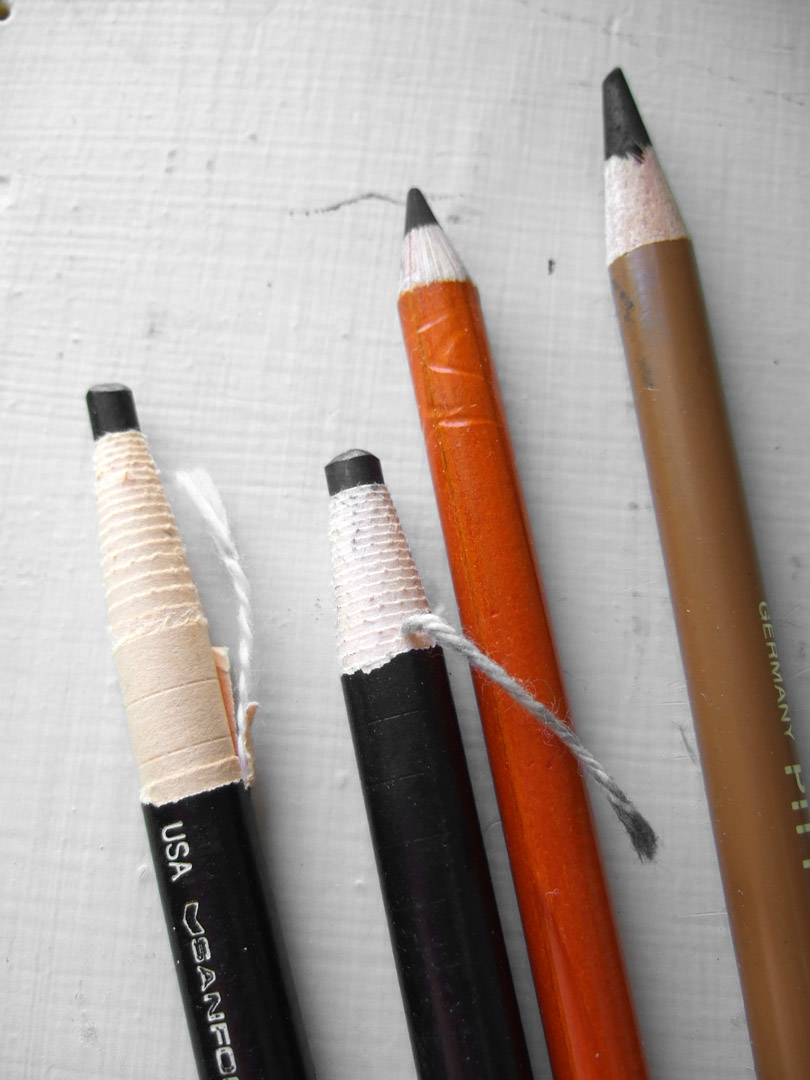
T v 2 st kolpennor i pappersmantlar preparerade för avrivning allt efter det pennan slits. T h 2 st kolpennor i trähöljen.
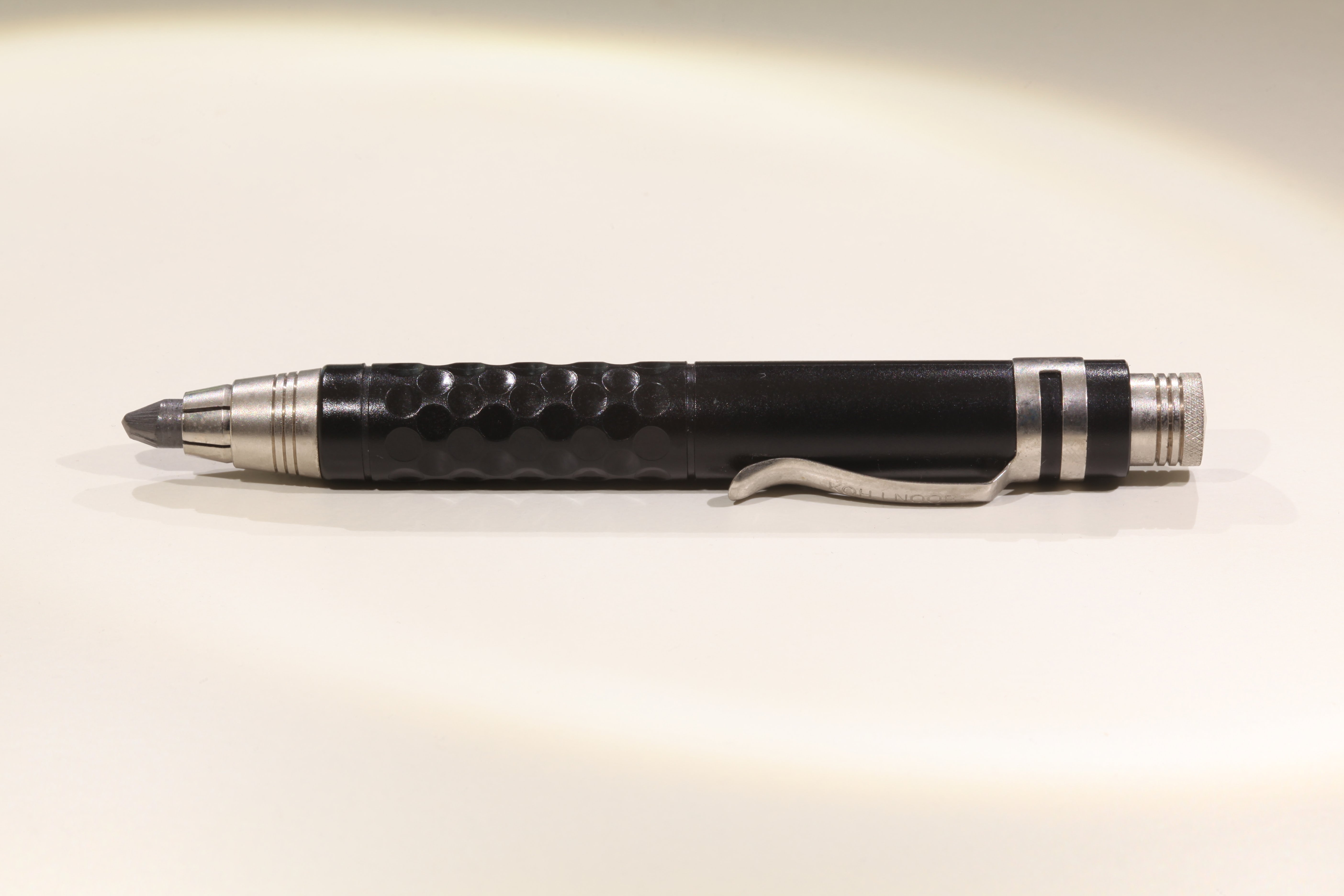
Kolpenna